# لابرون
لابرون (به آلمانی: Labrun) یک منطقه‌ی مسکونی در آلمان است که در آنابورگ واقع شده‌است. لابرون ۱۳۳ نفر جمعیت دارد.